# Грачі
Грачі́ (рос. Грачи) — присілок у складі Казанського району Тюменської області, Росія.
Населення — 601 особа (2010, 815 у 2002).
Національний склад станом на 2002 рік:
- росіяни — 86 %